# The Big Night
The Big Night is een Amerikaanse film noir uit 1951 onder regie van Joseph Losey. Het scenario is gebaseerd op de roman Dreadful Summit van de Amerikaanse auteur Stanley Ellin. Het is de laatste Amerikaanse film van Losey. Hij verhuisde in 1951 naar Europa, toen hij op de zwarte lijst belandde ten tijde van de hoorzittingen van het HCUA.

## Verhaal
Adolescent George La Main moet machteloos toezien hoe zijn vader door journalist Al Judge in elkaar wordt geslagen. Hij vraagt zich af hoe dit kon gebeuren temeer daar zijn vader weinig verzet bood. George zint op wraak. Hij tikt een wapen op de kop en besluit Judge op te sporen. Een hele nacht dwaalt hij door de stad vooraleer hij Judge vindt. Onder bedreiging van het wapen vertelt Judge waarom hij George's vader zo heeft toegetakeld. Zo achterhaalt George een duistere kant van zijn vaders leven ...

## Rolverdeling
| Acteur              | Personage           |
| ------------------- | ------------------- |
| John Drew Barrymore | George La Main      |
| Preston Foster      | Andy La Main        |
| Joan Lorring        | Marion Rostina      |
| Howard St. John     | Al Judge            |
| Dorothy Comingore   | Julie Rostina       |
| Philip Bourneuf     | dokter James Cooper |
| Howland Chamberlain | Flanagan            |
| Myron Healy         | Kennealy            |
| Emile Meyer         | Peckinpaugh         |
| Maury Lynn          | Terry Angeleus      |